# Skylab Rescue
Skylab Rescue (również Skylab SL-R) – oznaczenie misji ratunkowej planowanej na wypadek, gdyby załoga misji Skylab 3 nie mógł wrócić z orbity. Uczestniczyć w niej miała dwuosobowa załoga, oraz trzyosobowa załoga ratowanego statku. Tego samego oznaczenia użyto do planowanej misji ratunkowej lotu Skylab 4. W misji miał zostać wykorzystany zmodyfikowany statek Apollo, zdolny do powrotu z pięcioosobową załogą.
Ponieważ misje obie misje odbyły się bez znaczących komplikacji, misja Skylab Rescue nie doszła do skutku.

## Załoga
- Vance Brand – dowódca
- Don Lind – pilot